# Полисциас метельчатый
Полисциас метельчатый (лат. Polyscias paniculata) — вечнозелёный тропический кустарник, представитель рода Полисциас (Polyscias). Является эндемиком Маврикия. Находится под угрозой исчезновения из-за потери среды обитания. Культивируется как декоративное комнатное растение.

## Этимология
Название рода происходит от греческих слов polys — много и skias — тень или навес, подобный тенту, из-за того, что главный зонтик разделен на многочисленные меньшие зонтики.

## Описание
Низкорослый вечнозелёный кустарник. Один из самых низкорослых видов рода. Длина листовой пластины до 20 см с заострённым кончиком, широколанцетной или овальной формы и пильчатым краем.